# Гудименко, Юрий Аркадьевич
Ю́рий Арка́дьевич Гуди́менко (укр. Юрій Аркадійович Гудименко; 10 марта 1966, Фрунзе) — советский, украинский и российский футболист, нападающий.

## Карьера

### В клубах
В составе днепропетровского «Днепра» провёл две игры (1 гол) против шотландского «Хартса» в 1/32 Кубка УЕФА 1990/91.
В составе симферопольской «Таврии» выиграл первый розыгрыш чемпионата Украины в 1992 году, сыграл в её составе четыре матча в Лиге чемпионов.
Стал лучшим бомбардиром первого чемпионата Украины, забив 12 голов в 18 встречах.

### В сборной
За сборную Украины сыграл 2 игры, забил 1 гол.
Дебютировал 27 июня 1992 года в товарищеском матче со сборной США (0:0). Был заменен в перерыве после первого тайма Евгением Драгуновым.
Свой второй (и последний) матч за сборную провёл 26 августа 1992 года против сборной Венгрии (1:2). Забил единственный гол. На 60-й минуте был заменен Александром Бондаренко.
| Матчи в составе сборной Украины по футболу | Матчи в составе сборной Украины по футболу | Матчи в составе сборной Украины по футболу | Матчи в составе сборной Украины по футболу | Матчи в составе сборной Украины по футболу | Матчи в составе сборной Украины по футболу | Матчи в составе сборной Украины по футболу | Матчи в составе сборной Украины по футболу | Матчи в составе сборной Украины по футболу | Матчи в составе сборной Украины по футболу | Матчи в составе сборной Украины по футболу | Матчи в составе сборной Украины по футболу | Матчи в составе сборной Украины по футболу |
| N                                          | №                                          | Дата                                       | Место                                      | Турнир                                     | Соперник                                   | Счёт                                       | Голы                                       | Мин.                                       | Замены                                     | Наказания                                  | Клуб                                       | Примечание                                 |
| ------------------------------------------ | ------------------------------------------ | ------------------------------------------ | ------------------------------------------ | ------------------------------------------ | ------------------------------------------ | ------------------------------------------ | ------------------------------------------ | ------------------------------------------ | ------------------------------------------ | ------------------------------------------ | ------------------------------------------ | ------------------------------------------ |
| 1                                          | 2                                          | 27.06.1992                                 | США, Пискатауэй, «Ратгерс Стэдиум»         | Товарищеский матч                          | США                                        | 0 : 0                                      |                                            | 45                                         | 46'                                        |                                            | «Таврия» (Симферополь)                     |                                            |
| 2                                          | 3                                          | 26.08.1992                                 | Венгрия, Ньиредьхаза, «Городской»          | Товарищеский матч                          | Венгрия                                    | 1 : 2                                      | 35′                                        | 59                                         | 60'                                        | 39'                                        | «Таврия» (Симферополь)                     |                                            |
| Итого:                                     | Итого:                                     | Итого:                                     | 2 игры; +0 =1 −1; голы 1:2 (−1)            | 2 игры; +0 =1 −1; голы 1:2 (−1)            | 2 игры; +0 =1 −1; голы 1:2 (−1)            | 2 игры; +0 =1 −1; голы 1:2 (−1)            | 1                                          | 104 мин.                                   | 104 мин.                                   |                                            |                                            |                                            |

### Тренерская
По окончании карьеры стал тренером детско-юношеских команд в Волгограде.
В нынешнее время тренирует ребят 2013 г.р. в Команде «Нефтяник» Волгоград.

## Достижения
- Победитель первой лиги СССР: 1991
- Чемпион Украины: 1992
- Бронзовый призёр чемпионата России: 1993
- Лучший бомбардир чемпионата Украины: 1992